# Václav Kadlec (fotbalista)
Václav Kadlec (* 20. května 1992, Praha) je bývalý český profesionální fotbalista, který hrával na pozici útočníka. Odchovanec Bohemians Praha 1905 ukončil svoji kariéru v červnu 2023 ve Viktorii Žižkov. Mezi lety 2010 a 2017 odehrál také 16 utkání v dresu české reprezentace, ve kterých vstřelil 4 branky. 
V roce 2010 zvítězil v české anketě Fotbalista roku v kategorii Talent roku. Získal také ocenění „Hráč měsíce Gambrinus ligy“ za říjen 2012.

## Klubová kariéra
Václav Kadlec fotbalově vyrůstal ve vršovickém Ďolíčku (Bohemians Praha 1905). Svým talentem poutal pozornost domácích i zahraničních klubů, v roce 2007 byl na testech ve fotbalové akademii Liverpoolu.

### AC Sparta Praha
V létě 2008 přestoupil tehdy 16letý Kadlec z Bohemians Praha 1905 za 10 milionů korun do Sparty. Šlo o rekordní transferovou sumu zaplacenou za takto mladého hráče v českém fotbale. K jeho prvoligové premiéře ho trenér Jozef Chovanec poslal v 11. kole (2008) v 86. minutě utkání s Příbramí.
V ligové sezóně 2011/12 laboroval se zánětem šlachy v nártu a prodělal rovněž operace kotníku a kolene. Nastoupil jen v 8 zápasech, v nichž se třikrát střelecky prosadil.

#### Sezóna 2012/13
V utkání Gambrinus ligy 2012/13 3. listopadu 2012 utrpěl po srážce s protihráčem Mladé Boleslavi Martinem Nešporem frakturu čelní kosti. Byl převezen do Ústřední vojenské nemocnice v Praze, kde byl operován. Zápas skončil remízou 1:1. Vydařený zápas absolvoval 24. února 2013 proti hostujícímu Slovácku, dvěma góly se podílel na výhře Sparty 4:0. Dva góly vstřelil i 6. dubna 2013 v utkání s domácí Sigmou Olomouc, přispěl tak výrazně k výhře Sparty 3:0. 13. dubna 2013 pomohl jednou brankou k vítězství 3:1 nad rivalem SK Slavia Praha. 22. května se v zápase proti domácí Zbrojovce Brno jedenkrát gólově prosadil, ale pouze korigoval skóre na konečných 2:3 z pohledu Sparty. Ta ztrácela dvě kola před koncem 5 bodů na vedoucí Plzeň. 26. května 2013 v předposledním ligovém kole přispěl gólem k výhře 3:0 nad Teplicemi. Sezónu Gambrinus ligy 2012/13 završil dvěma góly do sítě Dukly Praha, Sparta porazila soupeře 1. června 2013 v posledním 30. kole 3:0, ale na zisk titulu nedosáhla. Václav Kadlec skončil se 14 vstřelenými góly na děleném druhém místě (společně s Michalem Ordošem) v tabulce kanonýrů.
V úvodním zápase 4. předkola Evropské ligy 2012/13 23. srpna 2012 vstřelil Václav Kadlec 2 góly proti Feyenoordu v rozmezí 4 minut (23. a 27. minuta) a poslal tak Spartu do dvougólového vedení, které ovšem letenští neudrželi, ve druhém poločase dvakrát inkasovali a z Rotterdamu si odvezli remízu 2:2. Trefil se i v odvetě, v 61. minutě proměnil pokutový kop nařízený za nastřelenou ruku nizozemského hráče v pokutovém území, Sparta vyhrála domácí utkání 2:0 a postoupila do základní skupiny Evropské ligy.
V základní skupině I Evropské ligy 2012/13 byla Sparta Praha přilosována k týmům Olympique Lyon (Francie), Hapoel Ironi Kirjat Šmona (Izrael) a Athletic Bilbao (Španělsko). V prvním utkání Sparty 20. září 2012 proti domácímu Lyonu poslal Kadlec v 77. minutě za stavu 2:0 pro Lyon křížný centr z pravé strany, který dopravil do sítě Ladislav Krejčí a snížil na 2:1. Tímto výsledkem utkání skončilo. 4. října se sice v domácím utkání proti finalistovi Evropské ligy předešlého ročníku Athletic Bilbao střelecky neprosadil, Sparta přesto zvítězila 3:1 a připsala si první 3 body do tabulky. 25. října 2012 se podílel jedním gólem na domácím vítězství 3:1 nad izraelským týmem Ironi Kirjat Šmona, když v 10. minutě převzal přihrávku od Ladislava Krejčího a z úhlu obstřelil k tyči brankáře Amose (zvyšoval na 2:0). 8. listopadu 2012 k odvetě s Ironi Kirjat Šmonou v Izraeli (hrálo se na stadionu v Haifě) nenastoupil, neboť 3. listopadu utrpěl v Gambrinus lize (Sparta - Mladá Boleslav) vážné zranění (fraktura čelní kosti). Sparta bez něj remizovala 1:1. Neobjevil se ani v domácím utkání 22. listopadu s Lyonem (1:1). Nastoupil až v 69. minutě posledního zápasu základní skupiny I proti domácímu Bilbau 6. prosince 2012, díky remíze 0:0 pražský celek získal ve skupině celkem 9 bodů, přičemž postup ze druhého místa si zajistil již předchozí remízou s Lyonem. Do jarního šestnáctifinále byl Spartě přilosován anglický velkoklub Chelsea FC, Kadlec nastoupil 14. února 2013 v Praze v základní sestavě, pražský celek podlehl doma soupeři 0:1 gólem mladého brazilského fotbalisty Oscara. O týden později v odvetě na Stamford Bridge připravil v 17. minutě po rychlém rozehrání trestného kopu úvodní gól nové posile Sparty Davidu Lafatovi. Sparta naději na prodloužení neudržela, ve druhé minutě nastavení inkasovala vyrovnávací gól na 1:1 a z Evropské ligy vypadla.

#### Sezóna 2013/14
17. srpna 2013 odehrál za Spartu poslední soutěžní utkání proti domácí Viktorii Plzeň, souboj prvního s druhým v ligové tabulce skončil bezbrankovou remízou. Část střetnutí odehrál jako kapitán. Celkem odehrál v české lize za pražský tým 111 zápasů a vstřelil 32 branek. V sezóně 2013/14 získala Sparta Praha ligový titul již ve 27. kole 4. května 2014, Kadlec k němu přispěl třemi góly v pěti utkáních.

### Eintracht Frankfurt
Jeho kroky směřovaly do německého klubu Eintracht Frankfurt hrajícího 1. německou Bundesligu, který o něj usiloval delší dobu. Frankfurt za něj zaplatil 3,5 milionu eur. Ve Frankfurtu souhlasil se čtyřletým kontraktem do léta 2017 a dostal dres s číslem 10. Trenér Armin Veh v něm viděl hráče s velkým potenciálem. Ačkoli byly detaily přestupu dořešeny již před druhým kolem Bundesligy a Kadlec tak teoreticky mohl nastoupit proti Bayernu Mnichov, Sparta jej chtěla ještě využít pro důležitý zápas s lídrem tabulky Viktorií Plzeň. 22. srpna odehrálo mužstvo Eintrachtu v Ázerbájdžánu utkání play-off předkola Evropské ligy proti Qarabağ FK (výhra 2:0), Kadlec zůstal ve Frankfurtu, protože v tomto zápase nemohl nastoupit (hrál totiž ve druhém předkole za Spartu proti švédskému BK Häcken). Jeho debut tak přišel ve 3. kole Bundesligy 25. srpna proti domácímu týmu Eintracht Braunschweig. Nastoupil v základní sestavě a hrál do 80. minuty, po jeho centru padl vítězný gól. Frankfurt vyhrál 2:0. První gól vstřelil v následujícím 4. ligovém kole proti Borussii Dortmund, ala na vítězství to nestačilo, Eintracht prohrál 1:2. 14. září 2013 ve svém třetím bundesligovém zápase proti Werderu Brémy skóroval dvakrát, pomohl k vítězství svého týmu 3:0. Přesnou mušku si udržoval dál, 19. září 2013 se gólem podílel na výhře 3:0 v Evropské lize 2013/14 proti francouzskému celku Girondins Bordeaux (v základní skupině na rozdíl od kvalifikace již mohl nastoupit). 24. října 2013 vstřelil gól v utkání s izraelským celkem Maccabi Tel Aviv, střetnutí skončilo vítězstvím Frankfurtu 2:0.
Po dobrém úvodu v novém angažmá přestal pravidelně nastupovat a v zimní pauze sezóny 2014/15 se vyrojily zprávy o jeho případném hostování. Zájem mělo několik klubů, mj. i pražská Sparta.

### AC Sparta Praha (hostování)
V únoru 2015 se z Eintrachtu Frankfurt vrátil do Sparty na půlroční hostování. V prvním ligovém zápase jarní části sezóny 2014/15 23. února se dvakrát gólově prosadil proti 1. FK Příbram a pomohl k výhře 4:1. Trefil se i ve druhém zápase 28. února 2015 proti FC Baník Ostrava, gólem přispěl k remíze 1:1.
Celkem během svého půlročního hostování odehrál 13 ligových zápasů a nastřílel 9 branek.

### FC Midtjylland
V listopadu 2015 podepsal v předstihu (před zimním přestupovým obdobím) smlouvu platnou od ledna 2016 s dánským mistrem ze sezóny 2014/15 FC Midtjylland, který o něj usiloval i dříve. V klubu již působil jeho krajan Filip Novák. Přestupová částka byla dle iSport.cz mezi 60–65 miliony Kč. Debutoval 18. února 2016 v zápase Evropské ligy UEFA proti Manchesteru United (výhra 2:1, 85 minut). Kadlec svého přestupu do Dánska lituje s tím, že fotbalově ho přestup zabrzdil.

### AC Sparta Praha (návrat)
V srpnu 2016 se vrátil z dánského Midtjyllandu do Sparty Praha, v médiích se uváděla částka 2,7 milionu eur (73 milionů Kč), což znamenalo nejdražší transfer hráče v nejvyšší české lize. Ve Spartě podepsal smlouvu na čtyři roky. V únoru 2020 Kadlec oznámil konec své hráčské kariéry kvůli přetrvávajícím problémům s koleny.
Dne 20. února 2020 ukončil profesionální fotbalovou kariéru, před koncem kariéry působil v klubu Sparta Praha.

### FK Mladá Boleslav
Dne 9. září 2021 obnovil profesionální hráčskou kariéru podpisem smlouvy s týmem FK Mladá Boleslav a v lednu 2022 přestoupil do týmu FK Jablonec.

### FK Viktoria Žižkov
V září 2022 odešel do týmu FK Viktoria Žižkov.
Dne 17. června 2023, kdy s Žižkovem vyhrál postup do FNL oznámil znovu ukončení profesionální fotbalové kariéry ze zdravotních důvodů.

### TJ Ligmet Milín
Od září 2023 hraje neprofesionálně za tým TJ Ligmet Milín.

## Klubové statistiky
| Klub                 | Sezóna  | Liga         | Liga   | Liga | Pohár  | Pohár | Evropské poháry | Evropské poháry | Ostatní | Ostatní | Celkem | Celkem |
| Klub                 | Sezóna  | Liga         | Zápasy | Góly | Zápasy | Góly  | Zápasy          | Góly            | Zápasy  | Góly    | Zápasy | Góly   |
| -------------------- | ------- | ------------ | ------ | ---- | ------ | ----- | --------------- | --------------- | ------- | ------- | ------ | ------ |
| Sparta Praha         | 2008/09 | Fortuna:Liga | 12     | 2    | 3      | 1     | 0               | 0               | –       | –       | 15     | 3      |
| Sparta Praha         | 2009/10 | Fortuna:Liga | 29     | 6    | 5      | 2     | 9               | 0               | –       | –       | 43     | 8      |
| Sparta Praha         | 2010/11 | Fortuna:Liga | 25     | 4    | 1      | 0     | 11              | 3               | 1       | 0       | 38     | 7      |
| Sparta Praha         | 2011/12 | Fortuna:Liga | 14     | 3    | 4      | 2     | 4               | 0               | –       | –       | 22     | 5      |
| Sparta Praha         | 2012/13 | Fortuna:Liga | 26     | 14   | 4      | 2     | 10              | 4               | –       | –       | 40     | 20     |
| Sparta Praha         | 2013/14 | Fortuna:Liga | 5      | 3    | 0      | 0     | 2               | 0               | –       | –       | 7      | 3      |
| Sparta Praha         | Celkem  | Celkem       | 111    | 32   | 17     | 7     | 36              | 7               | 1       | 0       | 165    | 46     |
| Eintracht Frankfurt  | 2013/14 | Bundesliga   | 21     | 5    | 3      | 1     | 5               | 2               | –       | –       | 29     | 8      |
| Eintracht Frankfurt  | 2014/15 | Bundesliga   | 4      | 1    | 1      | 1     | –               | –               | –       | –       | 5      | 2      |
| Eintracht Frankfurt  | 2015/16 | Bundesliga   | 5      | 0    | 0      | 0     | –               | –               | –       | –       | 5      | 0      |
| Eintracht Frankfurt  | Celkem  | Celkem       | 30     | 6    | 4      | 2     | 5               | 2               | 0       | 0       | 39     | 10     |
| Sparta Praha (host.) | 2014/15 | Fortuna:Liga | 13     | 9    | 1      | 1     | –               | –               | –       | –       | 14     | 10     |
| FC Midtjylland       | 2015/16 | Superligaen  | 6      | 0    | 0      | 0     | 2               | 0               | –       | –       | 8      | 0      |
| FC Midtjylland       | 2016/17 | Superligaen  | 7      | 3    | 0      | 0     | 8               | 0               | –       | –       | 15     | 3      |
| FC Midtjylland       | Celkem  | Celkem       | 13     | 3    | 0      | 0     | 10              | 0               | 0       | 0       | 23     | 3      |
| Sparta Praha         | 2016/17 | Fortuna:Liga | 15     | 3    | 1      | 0     | 3               | 2               | –       | –       | 19     | 5      |
| Sparta Praha         | 2017/18 | Fortuna:Liga | 21     | 6    | 1      | 0     | 1               | 0               | –       | –       | 23     | 6      |
| Sparta Praha         | 2018/19 | Fortuna:Liga | 2      | 0    | 0      | 0     | 0               | 0               | –       | –       | 2      | 0      |
| Sparta Praha         | Celkem  | Celkem       | 38     | 9    | 2      | 0     | 4               | 2               | 0       | 0       | 44     | 11     |
| Celkem               | Celkem  | Celkem       | 205    | 59   | 24     | 10    | 55              | 11              | 1       | 0       | 285    | 80     |

1. ↑  Zápasy v Poháru FAČR, DFB-Pokalu a v Dánském fotbalovém poháru
2. 1 2  Zápasy v Lize mistrů UEFA
3. 1 2 3 4 5 6 7 8 9 10  Zápasy v Evropské lize UEFA
4. ↑  Zápas v Českém Superpoháru

## Reprezentační kariéra

### Mládežnické reprezentace
Kadlec prošel mládežnickými reprezentacemi od kategorie do 16 let. Bilance:
- reprezentace do 16 let: 2 utkání (1 výhra, 1 prohra), 1 vstřelený gól
- reprezentace do 17 let: 26 utkání (16 výher, 6 remíz, 4 prohry), 18 vstřelených gólů
- reprezentace do 18 let: 2 utkání (2 prohry), 0 vstřelených gólů
- reprezentace do 19 let: 3 utkání (1 výhra, 1 remíza, 1 prohra), 1 vstřelený gól
- reprezentace do 21 let: 14 utkání, 7 vstřelených gólů (k 21. 6. 2015)

Zúčastnil se kvalifikace na Mistrovství Evropy hráčů do 21 let 2013 konaného v Izraeli, kde Česká republika obsadila s 20 body první místo v konečné tabulce skupiny 3. Kadlec vstřelil hattrick 10. srpna 2011 proti Andoře (výhra 8:0) a jeden gól 11. října 2011 proti Walesu (výhra ČR 1:0). ČR se na závěrečný šampionát neprobojovala přes baráž, v níž vypadla po prohře 0:2 doma a remíze 2:2 venku s Ruskem.

#### Mistrovství Evropy hráčů do 21 let 2011
V těžké základní skupině B Mistrovství Evropy hráčů do 21 let v roce 2011 konaném v Dánsku se česká reprezentace střetla postupně s celky Ukrajiny (výhra 2:1), Španělska (prohra 0:2) a Anglie (výhra 2:1), Václav Kadlec se objevil pouze v zápase se Španělskem 15. června, šel na hřiště v 63. minutě.
Semifinále 22. června proti Švýcarsku ČR prohrála po prodloužení 0:1 a stejným výsledkem (avšak v normální hrací době) podlehla 25. června v souboji o 3. místo (a o účast na LOH v Londýně 2012) Bělorusku. Kadlec naskočil do hry v obou střetnutích, vždy v závěrečných minutách.

#### Mistrovství Evropy hráčů do 21 let 2015
Trenér Jakub Dovalil jej nominoval na domácí Mistrovství Evropy hráčů do 21 let 2015 konané v Praze, Olomouci a Uherském Hradišti. Úvodního utkání proti Dánsku (porážka 1:2) se nezúčastnil kvůli 3 roky starému karetnímu trestu. Nastoupil až do druhého zápasu proti Srbsku, ale ve 29. minutě si poranil kotník a musel střídat.

### A-mužstvo
12. října 2010 si odbyl reprezentační debut v seniorské reprezentaci proti Lichtenštejnsku, ve kterém dokonce vstřelil gól (kvalifikační utkání na EURO 2012 ve Vaduzu skončilo výhrou českého týmu 2:0) , čímž se stal ve věku 18 let, 4 měsíce a 22 dní nejmladším střelcem v historii samostatné české reprezentace (překonal o necelý rok Tomáše Necida).
28. srpna 2012 byl trenérem Michalem Bílkem po dvou letech opět nominován do seniorského národního mužstva pro kvalifikační utkání s Dánskem a přátelské utkání s Finskem. Dvouletou pauzu způsobilo vleklé zranění a následný pokles formy. Nastoupil proti Finsku 11. září 2012 v Teplicích do prvního poločasu, utkání skončilo výhrou hostujícího Finska 1:0. Druhý gól v seniorské reprezentaci vstřelil 11. října 2013 patičkou proti domácí Maltě, v 51. minutě zvyšoval na průběžných 3:1 pro ČR (konečný výsledek 4:1).

### Reprezentační zápasy a góly
| Rok    | Zápasy | Góly |
| ------ | ------ | ---- |
| 2010   | 1      | 1    |
| 2011   | 7      | 4    |
| 2012   | 2      | 0    |
| 2013   | 2      | 1    |
| 2014   | 1      | 1    |
| 2015   | 1      | 0    |
| Celkem | 14     | 7    |

| 2010                 | 1  | 1 |
| 2012                 | 1  | 0 |
| 2013                 | 6  | 1 |
| 2014                 | 1  | 0 |
| 2015                 | 2  | 0 |
| 2016                 | 4  | 1 |
| 2017                 | 1  | 1 |
| Celkem               | 16 | 4 |
| Platí k 13. 10. 2016 |    |   |

Góly Václava Kadlece v české reprezentaci do 21 let 
| Gól | Datum        | Stadion                                 | Soupeř   | Skóre (min.) | Výsledek | Soutěž                      |
| --- | ------------ | --------------------------------------- | -------- | ------------ | -------- | --------------------------- |
| 01. | 17. 11. 2010 | Stadion Miroslava Valenty, Uh. Hradiště | Ukrajina | 02:00 (40.)  | 2:1      | přátelské utkání            |
| 02. | 010. 8. 2011 | Městský stadion, Mladá Boleslav         | Andorra  | 01:00 (6.)   | 8:0      | kvalifikace na ME "21" 2013 |
| 03. | 010. 8. 2011 | Městský stadion, Mladá Boleslav         | Andorra  | 03:00 (39.)  | 8:0      | kvalifikace na ME "21" 2013 |
| 04. | 010. 8. 2011 | Městský stadion, Mladá Boleslav         | Andorra  | 06:00 (72.)  | 8:0      | kvalifikace na ME "21" 2013 |
| 05. | 11. 10. 2011 | The Racesource Grand, Wrexham, Wales    | Wales    | 00:10 (5.)   | 0:1      | kvalifikace na ME "21" 2013 |
| 06. | 022. 3. 2013 | Městský stadion, Mladá Boleslav         | Ukrajina | 01:00 (34.)  | 1:1      | přátelské utkání            |
| 07. | 14. 11. 2014 | Ďolíček, Praha                          | Dánsko   | 01:10 (17.)  | 2:2      | přátelské utkání            |

Góly Václava Kadlece v A-mužstvu české reprezentace 
| Gól | Datum        | Stadion                                        | Soupeř          | Skóre (min.) | Výsledek | Soutěž                   |
| --- | ------------ | ---------------------------------------------- | --------------- | ------------ | -------- | ------------------------ |
| 01. | 12. 10. 2010 | Rheinpark Stadion, Vaduz, Lichtenštejnsko      | Lichtenštejnsko | 00:2 0(29.)  | 0:2      | kvalifikace na EURO 2012 |
| 02. | 11. 10. 2013 | Národní stadion Ta' Qali, Ta' Qali, Malta      | Malta           | 01:3 0(51.)  | 1:4      | kvalifikace na MS 2014   |
| 03. | 31. 8. 2016  | Městský stadion Mladá Boleslav, Mladá Boleslav | Arménie         | 02:0 0(34.)  | 3:0      | přátelský zápas          |
| 04. | 8. 10. 2017  | Doosan Aréna, Plzeň                            | San Marino      | 05:0 0(83.)  | 5:0      | kvalifikace na MS 2018   |

## Úspěchy

### Klubové
AC Sparta Praha
- 2× vítěz 1. české ligy (2009/10 , 2013/14)
- 1× vítěz Českého Superpoháru (2010)

### Individuální
- Talent roku v anketě Fotbalista roku (2010)[1]
- 1× Hráč měsíce Gambrinus ligy (říjen 2012)[2]